# Hugh Paddick
Hugh Paddick (22 de agosto de 1915 – 9 de noviembre de 2000) fue un actor inglés. Fue conocido por protagonizar en la década de 1960 el show radiofónico de la BBC Round the Horne, con números como el de "Charles and Fiona" y "Julian and Sandy". Él y Kenneth Williams fueron los principales responsables de hacer llegar al público británico la jerga lingüística polari.
Paddick también tuvo éxito como Percival Browne con la producción original representada en los teatros del West End londinense del musical The Boy Friend en 1954.

## Biografía
Su nombre completo era Hugh William Paddick, y nació en Hoddesdon, Inglaterra. Paddick fue ante todo un actor teatral, pasando buena parte de su carrera sobre las tablas desde su primera actuación en una representación escolar en 1937. Así, formó parte del reparto de My Fair Lady, obra representada en el Teatro Drury Lane, y en la que encarnaba al Coronel Pickering. Fue también un buen músico – cantante, pianista y organista, pudiendo ser escuchado acompañando al piano en varios de los números de Round the Horne y The Bona World of Julian and Sandy.
Paddick era gay, y vivió más de treinta años con su compañero Francis, a quien había conocido en una fiesta en Londres. Además, era pariente lejano de Brian Paddick, Baron Paddick, actual Lord Paddick, primer jefe de policía gay del Reino Unido.
Paddick falleció en Milton Keynes, Inglaterra, en 2000, a los 85 años de edad.

## Filmografía
- 1956 : Here and Now (serie TV)
- 1959 : The Two Charleys (serie TV)
- 1960 : School for Scoundrels
- 1963-1964 : The Larkins (serie TV)
- 1960 : The Strange World of Gurney Slade (miniserie TV, episodio 2)
- 1961-1962 : Winning Widows (serie TV)
- 1962 :  BBC Sunday-Night Play (serie TV), episodio Worm's Eye View
- 1963 : Benny Hill (serie TV)
- 1964 : We Shall See
- 1965-1966 : Frankie Howerd (serie TV)
- 1965 : San Ferry Ann
- 1965 : Pure Gingold (serie TV)
- 1965 : The Wednesday Play (serie TV), episodio The End of Arthur's Marriage
- 1967 : Before the Fringe (serie TV)
- 1968 : Beryl Reid Says Good Evening (serie TV)
- 1968 : El asesinato de la hermana George
- 1968-1972 : Comedy Playhouse (serie TV)
- 1968 : The Jimmy Tarbuck Show (serie TV)
- 1969 : Wink to Me Only (serie TV)
- 1970 : Here Come the Double Deckers (serie TV), episodio Summer Camp
- 1971 y 1973 : Father, Dear Father (serie TV), episodios Housie – Housie y Flat Spin
- 1971 : The Marty Feldman Comedy Machine (serie TV)
- 1971 : Up Pompeii
- 1971 : Up the Chastity Belt
- 1972 : The Benny Hill Show (serie TV), episodio 1
- 1972 : That's Your Funeral
- 1972 : Pardon My Genie (serie TV)
- 1973 : Tell Tarby (serie TV)
- 1978 : Sykes(serie TV), episodio Television Film
- 1979 : El show de Basil Brush (serie TV)
- 1980 : Can We Get On Now, Please? (serie TV)
- 1980 : The Morecambe & Wise Show (serie TV)
- 1980 : Rushton's Illustrated (serie TV)
- 1980-1981 : The Jim Davidson Show (serie TV)
- 1983 : Babble (serie TV)
- 1983 : Jemima Shore Investigates (serie TV), episodio The Crime of the Dancing Duchess
- 1987 : La víbora negra (serie TV), episodio Sense and Senility
- 1987 : Alas Smith and Jones (serie TV), episodio 5 de la 4ª temporada
- 1988 : And There's More (serie TV), episode 1 de la 4ª temporada
- 1988 : Boon (serie TV), episodio Never Say Trevor Again
- 1990 : Campion (serie TV)
- 1990 : Jackson Pace: The Great Years (serie TV)

## Teatro
- 1937 : Noah, Embassy Theatre de Londres
- 1949 : There's Always Tomorrow, New Wimbledon Theatre
- 1952 : The Thunderbolt, Liverpool Playhouse
- 1953 : The Two Bouquets, St Martin's Theatre
- 1953 y 1954 : The Boy Friend, Embassy Theatre y Wyndham's Theatre
- 1954 : The Impresario From Smyrna, Arts Theatre
- 1956 : For Amusement Only, Teatro Apollo
- 1956 : She Smiled At Me, Connaught Theatre
- 1958 : For Adults Only, varios teatros
- 1959-1961 : My Fair Lady, Teatro Drury Lane
- 1963 : See You Inside, Duchess Theatre
- 1966-1967 : Let's Get A Divorce!, Mermaid Theatre
- 1967 : La loca de Chaillot, Oxford Playhouse]]
- 1968 : They Don't Grow on Trees, Prince of Wales Theatre
- 1971 : When We Are Married, Novello Theatre
- 1974 : Cinderella, Casino Theatre de Nueva York
- 1975 : Play by Play, The King's Head Theatre
- 1975 : Beauty and the Beast, Oxford Playhouse
- 1976 y 1983 : Some of My Best Friends are Husbands, Mermaid Theatre y Watford Palace
- 1976 : Out on a Limb, Vaudeville Theatre
- 1977 : Volpone, National Theatre
- 1977-1978 : Half Life, Duke of York's Theatre
- 1980 : Gigi, Haymarket Theatre
- 1981 : Soldier's Fortune, Lyric Hammersmith
- 1984 : Venice Preserv'd, Lyttelton Theatre
- 1984 : Wild Honey, Lyttelton Theatre
- 1985 : Noises Off, Teatro Savoy

## Radio
- 1958-1964 : Beyond Our Ken
- 1959 : Gert and Daisy
- 1965 : The Men from the Ministry
- 1965-1968 : Round the Horne
- 1969 : Stop Messing About
- 1978 : Share and Share Alike
- 1979 : A Chaste Maid in Cheapside
- 1979 : Just Before Midnight
- 1979 : The 27-Year Itch
- 1980 : I Love The 27-Year Itch